# Lomtjärnen (Nora socken, Västmanland, 659265-145326)
Lomtjärnen är en sjö i Nora kommun i Västmanland och ingår i Norrströms huvudavrinningsområde. Sjön har en area på 0,0277 kvadratkilometer och ligger 188 meter över havet.

## Delavrinningsområde
Lomtjärnen ingår i det delavrinningsområde (659824-145510) som SMHI kallar för Mynnar i Åsbosjön. Medelhöjden är 190 meter över havet och ytan är 24,52 kvadratkilometer. Det finns inga avrinningsområden uppströms utan avrinningsområdet är högsta punkten. Smygarebäcken som avvattnar avrinningsområdet har biflödesordning 5, vilket innebär att vattnet flödar genom totalt 5 vattendrag innan det når havet efter 225 kilometer. Avrinningsområdet består mestadels av skog (79 procent). Avrinningsområdet har 2,21 kvadratkilometer vattenytor vilket ger det en sjöprocent på 9 procent. Bebyggelsen i området täcker en yta av 1,12 kvadratkilometer eller 5 procent av avrinningsområdet.